# Bund Österreichischer Jagdvereinigungen

Bund Österreichischer Jagdvereinigungen (BÖJV)

Der Bund Österreichischer Jagdvereinigungen ist die Dachorganisation der Jagdvereine Österreichs. Zurzeit sind Jagdvereinigungen, Jagdhornbläsergruppen, Falknerverbände, Jagdhundeklubs, Formwert-Leistungsrichter und Jäger Mitglieder dieses Verbandes. Sein Rechtssitz befindet sich in Wien.

## Geschichte
Ende des 19. Jahrhunderts fanden sich größere Gemeinschaften jagdlich Gleichgesinnter und Weidmänner zum Schutze der Jagd zusammen. Sie waren Träger des Jagdschutzgedankens und der Weidgerechtigkeit und bildeten Gruppen und Verbände. So bildeten sich etwa ein niederösterreichischer Jagdschutzverein und die "Freie Vereinigung zum Schutze des Weidwerks".
Bald nach der Jahrhundertwende des 19. Jahrhunderts begannen sich kleinere jagdlich interessierte Kreise zusammenzuschließen. Einer der ältesten Jagdklubs Österreichs war wahrscheinlich der „Wiener Jagdverein“. In den 1920er Jahren gab es eine größere Anzahl von Jagdvereinen und es entstand der Wunsch, durch einen Zusammenschluss besser auftreten zu können. 1925 erfolgte auf Einladung des Jagd- und Naturschutzvereines Wien-West und des Jagdklubs “St. Hubertus” aus Hietzing, eine Besprechung mit den Obmännern bzw. Delegierten mehrerer Wiener Jagdvereine zwecks Schaffung einer Dachorganisation. Im September des Jahres 1928 wurde der Bund – vorerst unter dem Namen “Verband der Jagdvereine von Wien und Niederösterreich” – gegründet. 1930 erfolgte die Umbenennung in „Verband der Jagdvereine Österreichs“, 1932 in „Verband österreichischer Jagdvereine“. Nach dem Anschluss Österreichs an das Deutsche Reich wurde die Auflösung aller Jagdvereine und deren Überführung in die „Deutsche Jägerschaft“ gesetzlich verfügt und damit auch der Dachverband hinfällig.
Da die Mitglieder der einzelnen Jagdklubs weiterhin in Verbindung blieben, konnte unmittelbar nach dem Zweiten Weltkrieg die Wiedergründung der Klubs durchgeführt werden. 1948 änderte der Verband seinen Namen auf die jetzige Bezeichnung “Bund Österreichischer Jagdvereinigungen”.

## Aufgaben und Tätigkeiten
Mit der Zeit sind einige Aufgaben, die der Bund früher wahrgenommen hatte, von Pflichtorganisationen übernommen worden. Der Bund betreibt Öffentlichkeitsarbeit und Informationspolitik hinsichtlich der wesentlichen Probleme der Jagd, darunter:
- Vertretung der Rechte und Wünsche der Jägerschaft in Unterstützung der Landesjagdverbände
- Auszeichnungen und Ehrungen von verdienten Mitgliedern der Klubs
- Zusammenarbeit mit dem "Österreichischen Klub für drahthaarige Vorstehhunde – Magyar Vizsla Drahthaar Klub" bei Vorstehhundeprüfungen, wie Anlagen-, Feld- und Wasserprüfung, Vollgebrauchsprüfung, Schweißprüfung, Bringtreueprüfung
- Streitschlichtung bei Zwistigkeiten in der Jagdausübung
- Jährliche Schießveranstaltungen wie Bundesmeisterschaft im jagdlichen Schießen in Wien, Niederösterreich und Burgenland
- Jägertreff im Wienerwald.
- Fachvorträge über aktuelle Themen und Vermittlung von Referenten für Klubabende
- Verleihung von diversen DVD und VHS Filmen wie Bergauf-Bergab, Flintenschießen, Büchsenschießen, Jagd in Bewegung, Waffenführerschein, Jagdhundeausbildung etc.
- Mitgliederausweis der Grünen Karte (Gültigkeitsdauer jeweils 2 Jahre) geben den Mitgliedern billiger einzukaufen. Liste ist auf unserer Website einzusehen
- Tag des musikalischen Brauchtum, mit Schwerpunkt Jagdhorn
- Stadtkinder im Wald, ziel ist es Kindern mit einer Schulklasse einen Vormittag im Wald und Feld zu ermöglichen und dabei spielerisch und freudig Wissen über unsere heimischen Wildtiere und Jagd zu vermitteln. Zum Abschluss bekommen die Kinder ein Jägerdiplom, Informationsbroschüren und Malbücher überreicht
- Erstellung von Informationsbroschüren und Folder über verschiedene aktuelle Themen (Information & Argumentation zur Jagd, Jagd als Kulturerbe, Richtiges Verhalten in der Natur, Wildbret ist gesund, Jagdhundewesen) diese können auf unserer Website unter Öffentlichkeitsarbeit bestellt werden

## Präsidenten
- Gründungspräsident 1928 war Parlamentsvizedirektor Ministerialrat Hugo Dostal, von den folgenden Präsidenten bis 1948 sind keine Namen vorhanden
- Anton Feistl von 26.01.1948 bis 24.04.1950
- Erich Frisch von 24.04.1959 bis 26.03.1957
- Josef Rast von 26.03.1957 bis 29.03.1976
- Mf. Sekt.Chef i.R. Oskar Zlamala von 29.03.1976 bis 26.11.1992, Ehrenpräsident bis 09.04.2004
- Ldtg.Abg.a.D. KR. Leopold Schneider von 26.11.1992 bis 28.03.2003, Ehrenpräsident bis 06.09.2009
- Mag. Min.Rat i.R. Georg Brandl von 28.03.2003 bis 11.03.2015, Ehrenpräsident seit 11.03.2015
- Derzeitiger Präsident und Geschäftsführer LR Mag. art. Rudolf Broneder seit 11.03.2015